# خالد عبد الكريم الطراونة
خالد عبد الكريم الطراونة (1930-2013) سياسي وعسكري أردني من مواليد مدينة الكرك - المزار الجنوبي. التحق بالقوات المسلحة الأردنية عام 1947 قبل أن يكمل الثامنة عشرة من عمره، بعد أن أنهى دراسته الثانوية في مدينة الكرك. خضع لدورة تدريب للضباط المرشحين في العبدلي، ثم التحق بعدها بـ كلية ساند هيرست البريطانية لينتسب بعد تخرجه لسلاح الهندسة، ويتولى قيادة مدرسة التدريب قبل أن يصبح قائداً لكتيبة الهندسة الثالثة. تقلّد عدة مناصب قيادية من أبرزها قائد سلاح الهندسة الملكية عام 1958 ومدير عام الدفاع المدني من عام 1976 -1989 ورئيس المجلس التنفيذي لمنظمة الحماية المدنية الدولية وعضو في مجلس الأعيان عام 1989 وعضو في مجلس النواب 1997. وهو يحمل وسام الاستقلال من الدرجة الأولى ووسام الكوكب من الدرجة الأولى ووسام النهضة من الدرجة الثانية.

## الخبرات العلمية
في العام 1957 كان قائدا لسلاح الهندسة وعمره في ذلك الوقت سبعة وعشرين عاماً. حكمت المحكمة العسكرية في عام 1959، بتهمة التآمر على أمن الدولة، وحكمت عليه بالإعدام، ثم تم تخفيف الحكم إلى خمسة عشر عاماً، ليخرج من السجن بعد فترة ليست طويلة بموجب العفو الذي أصدره الملك الراحل الحسين بن طلال عن عدد من المعتقلين.
بدأ خالد الطراونة العمل بوظيفة مدنية في مجلس الإعمار قبل أن يلتحق للعمل في جهاز الأمن العام. انتقل بعد ذلك إلى مديرية الدفاع المدني مساعداً للمدير العام قاسم الناصر. أصبح مديراً للدفاع المدني عام 1976 وأحيل على التقاعد برتبة فريق أول وعليه استحق بموجب ذلك لقب باشا.
اختير بعد تقاعده عضواً في مجلس الأعيان الأردني، ثم قرر ترشيح نفسه في انتخابات البرلمان الثاني عشر التي جرت عام 1993 لكن أصوات ناخبيه لم تستطع حمله إلى قبة البرلمان في تلك الدورة، فأعاد الكرة مرة أخرى في انتخابات البرلمان الثالث عشر التي جرت في خريف 1997 وحجز مقعده في البرلمان.